# Antes (pueblo)

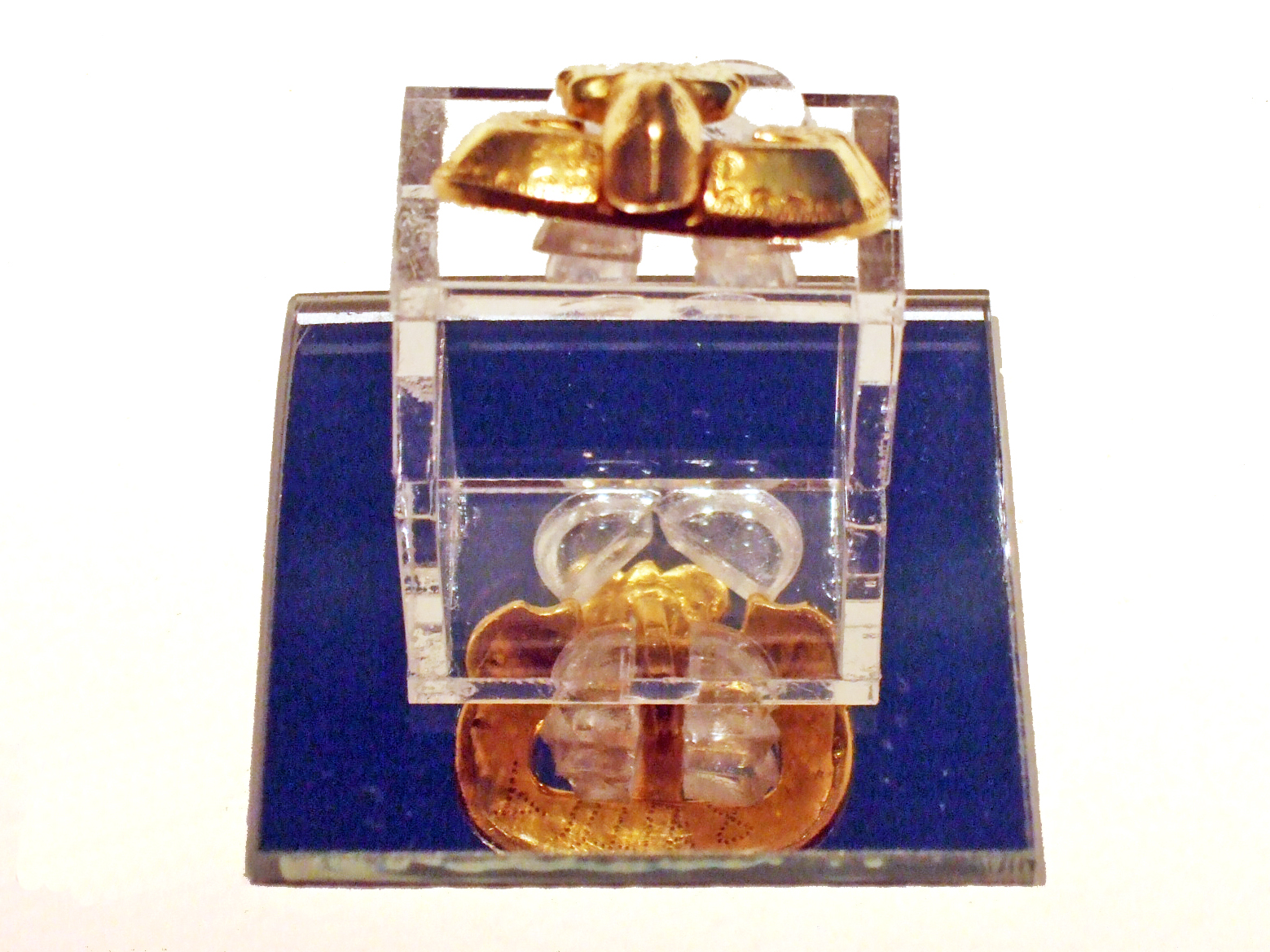

Los antes o antae fueron una antigua unión tribal posiblemente eslava-iraní en Europa Oriental que vivió al norte del bajo Danubio y el Mar Negro (en los territorios de las modernas Moldavia y Ucrania) en los siglos VI y VII y que son asociados con la arqueológica cultura penkovka.

## Historiografía
Procopio y Jordanes mencionan a los antes como uno de los tres mayores pueblos eslavos, que habitaban el margen izquierdo (norte) del bajo Danubio. Observaban que tenían el mismo aspecto e idioma a los esclavenos, que moraban en el Danubio medio. Pero estudiosos como Florin Curta creen que no eran eslavos

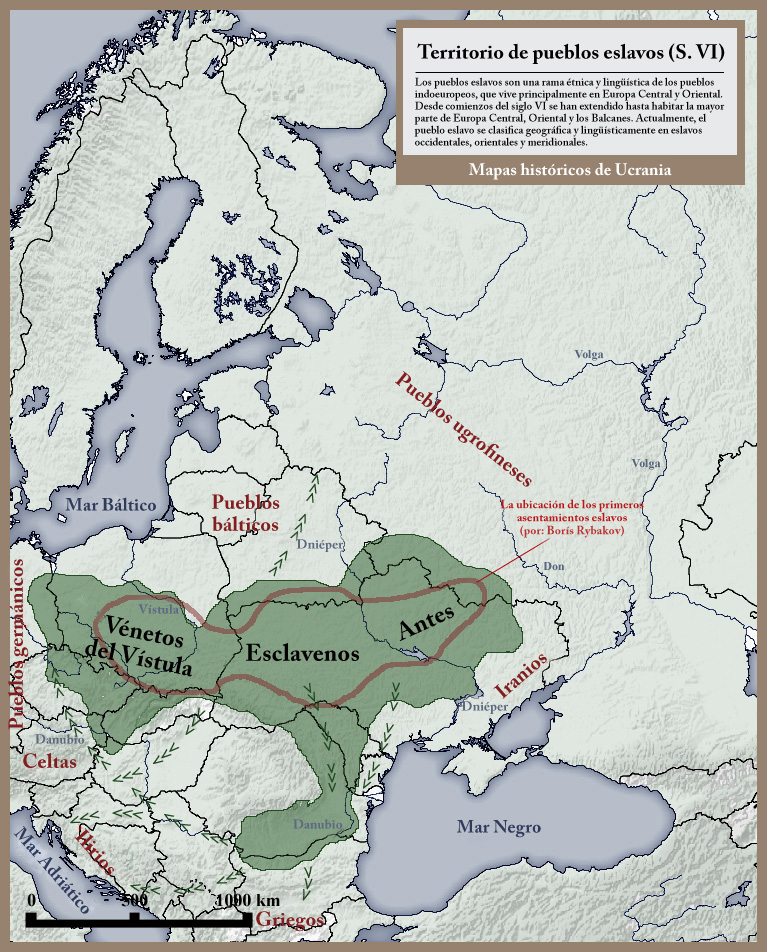
Pueblos eslavos en el.

La palabra antes, «ejército» en úgrico, es considerado por algunos lingüistas como un nombre iraní. Sugieren que los Antes fueron una de las tribus sármata-alanas que en el siglo IV habitaban la región entre el Cáucaso y las estepas ucranianas, tal vez entre el Prut y el bajo Dniéster. en lo que es ahora la moderna Moldavia y el sudoeste de Ucrania. Con el tiempo, su centro de poder cambió hacia el norte hasta lo que es ahora Ucrania oeste y central. En los siglos V y VI se asentaron en Volinia y más tarde en la región del Dniéper medio cerca de la actual ciudad de Kiev. Mientras se movían al norte desde la estepa abierta hasta el bosque de estepa, se mezclaron con tribus eslavas. Organizaron a las tribus eslavas y el nombre antes empezó a usarse para el cuerpo mixto eslavo-alano. Finalmente fueron completamente absorbidos por los eslavos, pero su nombre preservó. Teorías parecidas existen para otras tribus eslavas, como los serbios y los croatas.
Los antes se convirtieron en una poderosa unidad tribal. El historiador bizantino del siglo VI Jordanes los describe como el "más valiente de los pueblos que habitan la curva del mar de Pontus (Mar Negro), extendidos desde el Dniéster hasta el Dniéper". Un "rey" de los antes llamado Bozh es mencionado. Los antes se vieron envueltos en conflictos con los godos, quienes habían migrado a la estepa ucraniana desde Escandinavia. Posiblemente sujetos a los godos, proveyeron los elementos eslavos encontrados en la multiétnica cultura de Cherniajov. El apogeo del poder de los Antes ocurrió en el siglo V. Mientras los godos eran derrotados por los hunos, y los hunos más tarde se desplazaron a la cuenca de Panonia, los Antes llenaron el resultante vacío de poder.
Algunos académicos, como Francis Dvornik, sugieren que la liga tribal de los antes se convirtió en el primer Estado eslavo (eslavos gobernados por los antes, quienes desde un punto de vista étnico eran sármatas pertenecientes a una élite); o incluso un imperio que se extendía desde el río Oder en el oeste hasta el río Donets en el este. En el límite oeste del territorio de los antes, se mezclaron con los autóctonos romanizados de las cuencas del Danubio y Prut (en el sur y este de Rumania y en el norte de Bulgaria), formando la cultura Ipoteşti-Cândeşti caracterizada por una fusión entre elementos eslavos y bizantinos.
El primer ataque documentado de los antes en territorio bizantino fue en 518. De ahí en adelante, los bizantinos se unieron a los antes como aliados (foederati), pagándoles estipendios e incluso dándoles una ciudad imperial abandonada llamada Turris en algún lugar al norte del Ister (Danubio). Un destacamento de soldados Antes pelearon para los bizantinos en Italia contra los ostrogodos. Involucrados en conflictos con los cutriguros y otros esclavenos, su territorio fue 'devastado' por ataques ávaros en la década de 590. Son mencionados por última vez en 602, luego de lo cual la unión antes desaparece de la historia. Es probable que muchos antes fueran subyugados por los ávaros y sirvieron como soldados para el kan, mientras otros huyeron por el Danubio a la Moesia imperial. En ambos casos, independientes o bajo control ávaro, la gente de la "nación anteana" se dispersó a lo largo de gran parte del centro y sudeste de Europa. El académico búlgaro Basilio Zlatarski teoriza que los severianos, teverianos y ulichianos son sus "sucesores" políticos. Así, los antes son a menudo puestos como los ancestros lingüísticos de los búlgaros y macedonios, así como de los eslavos orientales.

## Estilo de vida
Un asentamiento sedentario consistente en numerosas aldeas, entró en vigor con la ganadería y la agricultura como principal ocupación, viviendo en casas típicas semi-subterráneas. Practicaban rituales de entierro doble. Estaban involucrados en el comercio a escala local, pero también a nivel internacional -llegando a mercados romanos y bizantinos. Establecieron varios castros, donde los artesanos producían cerámicas. Entre los centros comerciales fortificados más importantes se encontraban Volinia y Kiev. Restos de sus asentamientos fueron encontrados por arqueólogos, quienes le han atribuido la cultura Penkovka a los antes. Sin embargo, esta posición ha sido cambiada recientemente por Florin Curta, quien discute las fechas de dichos asentamientos, ubicándolos luego de la extinción de los antes como entidad política.